# Povos da Terra Média
As raças fictícias e povos que aparecem no mundo fantástico de J. R. R. Tolkien, a Terra-média, incluem as sete listadas no Apêndice F de O Senhor dos Anéis: Elfos, Homens, Anãos, Hobbits, Ents, Orcs e Trolls, além de espíritos como os Valar e Maiar. Outros seres da Terra-média possuem natureza incerta, como Tom Bombadil e sua esposa  Fruta d'Ouro.

## Ainur
Os Ainur são espíritos angelicais criados por Eru Ilúvatar no início dos tempos. Os Ainur que posteriormente entram no mundo físico da Terra-média são os Valar ("poderes"), embora esse termo se refira principalmente aos mais poderosos entre eles. Espíritos menores são chamados Maiar. A maioria dos Valar e Maiar se retira da Terra-média para as Terras Imortais de Valinor, mas alguns Maiar assumem formas mortais para ajudar ou atrapalhar os povos da Terra-média, como os Istari (Magos), Melian, Balrogs e o Senhor do Escuro Sauron.

### Magos

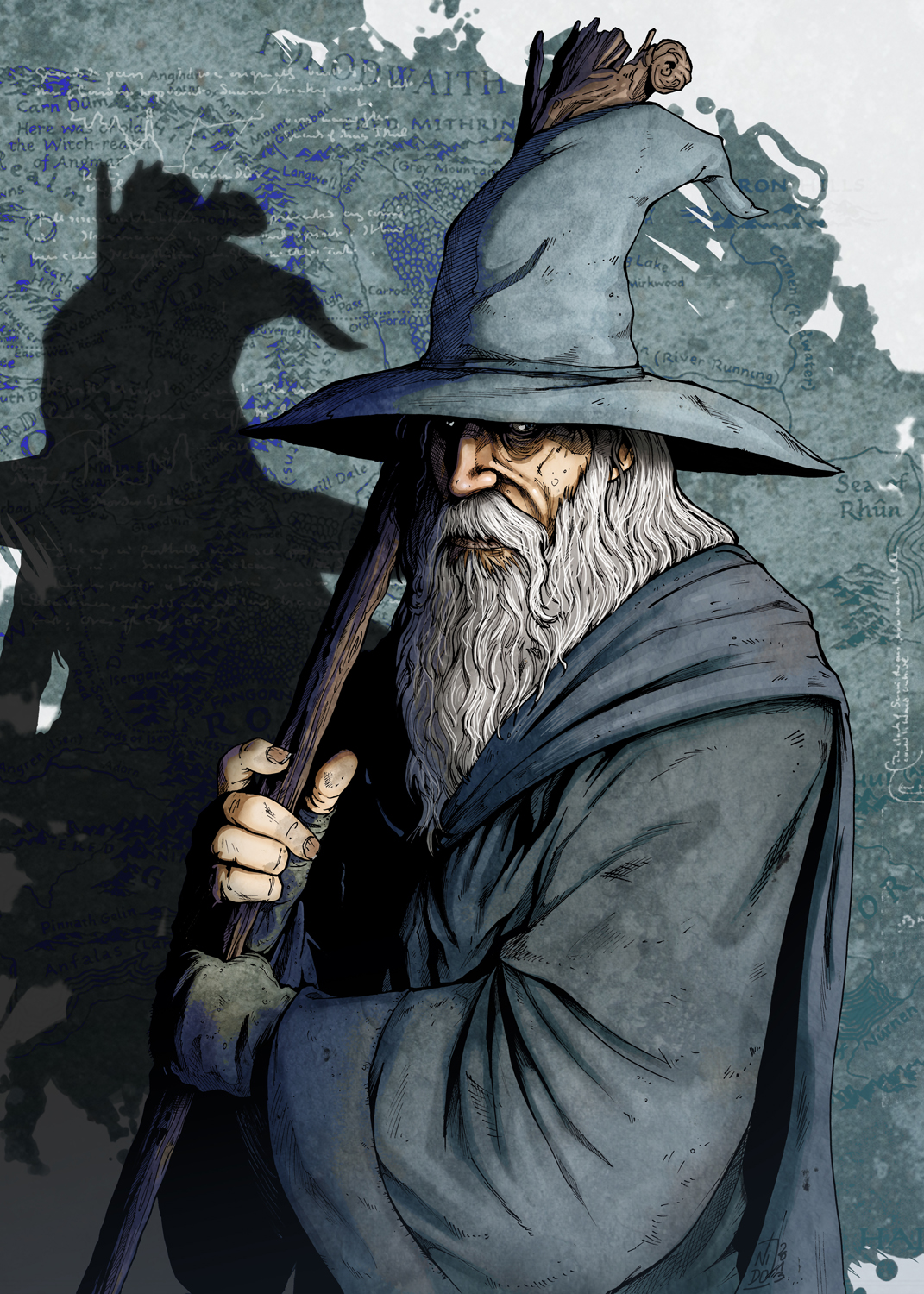
Magos como Gandalf são Maiar, mas assumem a forma de Homens.

Os magos da Terra-média são Maiar, espíritos da mesma ordem dos Valar, mas com menor poder. Embora se assemelhem exteriormente aos Homens, possuem maior força física e mental, sendo chamados de Istari (Quenya para "Sábios") pelos Elfos. Eles são enviados pelos Valar para auxiliar os povos da Terra-média na luta contra Sauron. Os três primeiros dos cinco magos são conhecidos nas línguas dos Homens em O Senhor dos Anéis como Saruman, "homem habilidoso" (Rohirric), Gandalf, "elfo do cajado" (Homens do norte), e Radagast, "cuidador de animais" (possivelmente  Westron). Tolkien não forneceu nomes não-élficos para os outros dois; uma tradição dá seus nomes em Valinor como Alatar e Pallando, e outra como Morinehtar e Rómestámo na Terra-média. Cada mago possui vestes de uma cor característica: branco para Saruman (o líder e mais poderoso dos cinco), cinza para Gandalf, marrom para Radagast, e azul-marinho para os dois restantes, conhecidos como os Magos Azuis. Gandalf e Saruman desempenham papéis centrais em O Senhor dos Anéis, enquanto Radagast aparece brevemente, ajudando Saruman a enganar Gandalf por sua honestidade e, por sorte, alertando Gwaihir [en] para resgatar Gandalf. Os Magos Azuis não aparecem na história, sendo dito que viajaram para o leste após chegarem à Terra-média.
Como Istari, cada mago serve a um Vala de alguma forma. Saruman, servo de Aulë, aprendeu muito sobre artesanato, mecânica e metalurgia, o que se reflete na Terceira Era. Gandalf, servo de  Manwë ou Varda, amava os Jardins de Lórien e conhecia profundamente as esperanças e sonhos de Homens e Elfos. Radagast, servo de Yavanna, dedicava-se à natureza, amando animais e plantas. Cada Istari agia na Terra-média conforme o conhecimento recebido de seu Vala.

### Balrogs
Balrogs são criaturas demoníacas de fogo e sombra, Maiar corrompidos que servem o primeiro Senhor do Escuro, Morgoth. Eles participaram das guerras da Primeira Era da Terra-média, mas a maioria foi destruída durante a Guerra da Ira, que encerrou a era. Na Terceira Era, o único Balrog remanescente era "a Ruína de Durin", o Balrog de Moria, morto por Gandalf.

## Povos Livres
Os Povos Livres da Terra-média são as quatro raças que nunca sucumbiram ao domínio dos espíritos malignos Morgoth ou Sauron: Elfos, Homens, Anões e Ents. Estritamente falando, entre os Homens, apenas os Homens do Oeste são considerados Povos Livres, especialmente os descendentes dos Dúnedain da ilha de Númenor, pois a maioria dos Homens do Leste e do Sul da Terra-média se tornaram servos de Morgoth e Sauron ao longo das eras. O Ent  Barbárvore cita versos de uma canção tradicional que os lista:
 Primeiro nomeie os quatro, os povos livres
O mais antigo de todos, os filhos dos elfos
Anão, o escavador, escuras são suas moradas
Ent, nascido da terra, antigo como montanhas
Homem, o mortal, mestre dos cavalos 
Após encontrar os hobbits Merry e Pippin, Barbárvore reconhece os hobbits como um quinto povo livre, adicionando um quinto verso: "Hobbits meio-crescidos, moradores de tocas".

### Anões
Os Anões preferem viver em montanhas e cavernas, estabelecendo-se em locais como Erebor (a Montanha Solitária), as Colinas de Ferro, as Ered Luin e Moria (Khazad-dûm), nas Montanhas Sombrias. Aulë, o Ferreiro, cria os Anões e inventa sua língua, conhecida como Khuzdul. Eles extraem e trabalham metais preciosos nas montanhas da Terra-média. Os sete grupos distintos de Anões originam-se nos locais onde os Sete Pais dos Anões despertaram antes da Primeira Era.

### Elfos
Os Elfos, ou Primogênitos, são os primeiros Filhos de Eru Ilúvatar a despertar. Nascidos sob as estrelas antes do surgimento da Lua e do Sol, têm um amor especial pela luz e um espírito interno dotado de dons únicos. Chamam a si mesmos de Quendi, ou "Falantes", por serem os primeiros a proferir palavras; até hoje, nenhuma raça compreende a linguagem e a canção como os Primogênitos. Belos, de traços delicados, brilhantes, orgulhosos, imortais, fortes, altos e ágeis, são os mais abençoados dos Povos Livres. Podem enxergar sob a luz da lua ou das estrelas tão bem quanto um homem ao meio-dia. Não adoecem nem cicatrizam, mas, se um Elfo morrer, por violência ou perda da vontade de viver devido à tristeza, seu espírito vai para os salões de Mandos, pois estão presos a Arda e não podem partir até que o mundo seja destruído e refeito. A habilidade e agilidade élficas são lendárias: por exemplo, caminham sobre neve recém-caída sem deixar rastros. Sob um céu claro, enxergam com perfeita clareza a dez milhas e com detalhes a até cem milhas. Esses dons, porém, têm um alto custo: estão fortemente ligados ao Destino (ver  Mandos) e são odiados por Morgoth. Nenhuma outra raça foi tão abençoada e amaldiçoada quanto os Quendi.
Os Quendi são  divididos após seu despertar, surgindo vários subgrupos. A Primeira Cisão ocorre quando alguns deixam a Terra-média para viver no reino abençoado de Valinor, enquanto outros permanecem. Isso gera os Eldar, que aceitam o chamado para ir a Valinor, e os Avari, que recusam a grande jornada. Elfos que ficam na Terra-média e nunca veem a luz das Árvores tornam-se conhecidos como Moriquendi, ou "Elfos Escuros". Isso não implica que os Elfos Escuros sejam malignos.
Na jornada para Valinor, alguns dos Teleri ("Aqueles que tardaram") abandonam o grupo principal, e aqueles que não se misturam aos Moriquendi tornam-se os Laiquendi (Elfos Verdes), os Sindar (Elfos Cinzentos) e os Nandor. Esses elfos da grande jornada que permanecem na Terra-média são chamados de Úmanyar (Os Relutantes). Os Eldar que chegam a Valinor dividem-se em três grupos distintos: Vanyar, Noldor e Teleri. Esses grupos tornam-se conhecidos como  Calaquendi, ou "Elfos da Luz", por terem visto a luz das  Duas Árvores de Valinor. Mais tarde, alguns dos Noldor retornam à Terra-média em busca dos  Silmarils, enquanto os Vanyar permanecem em Valinor.
Os Elfos Silvanos, descendentes dos Nandor e Avari, habitavam Floresta das Trevas e Lothlórien.
Nos primeiros escritos de Tolkien, os elfos são chamados de sprites, fadas, brownies, pixies ou leprawns. Em 1915, quando Tolkien escrevia seus primeiros poemas élficos, os termos elf, fairy e gnome tinham associações divergentes e contraditórias. Tolkien foi advertido contra o uso de fairy, provavelmente por sua crescente associação com homossexualidade. Tolkien acabou escolhendo o termo elf em vez de fairy. Em seu ensaio de 1939, Sobre Histórias de Fadas, Tolkien escreveu que palavras inglesas como elf foram influenciadas pelo francês (de onde derivam fay, faërie e fairy); mas, em tempos posteriores, por meio de traduções, fairy e elf adquiriram muito da atmosfera de contos germânicos, escandinavos e celtas, e características dos huldu-fólk, dos daoine-sithe e dos tylwyth-teg [en].

### Homens
Durante os eventos de O Senhor dos Anéis, os Homens vivem em vários lugares da Terra-média, com o maior grupo de homens livres nos reinos de Gondor e Rohan. Quando a ilha de Númenor cai, apenas os Fiéis escapam e fundam os reinos gêmeos de Gondor e Arnor. Esses Fiéis, conhecidos na Terra-média como os Dúnedain, lideram a resistência contra Sauron, preservando os Homens do Oeste como Povos Livres. Há também homens livres na vila de Bree, em Esgaroth, na Floresta Drúadan (lar dos "homens selvagens" conhecidos como Drúedain [en] ou Woses) e nas regiões geladas de Forochel. Aqueles que servem poderes malignos, como os homens de Dunland, Rhûn, Harad e Umbar, não são considerados homens livres. Os Homens possuem o chamado Dom dos Homens, a mortalidade. Os descendentes dos Dúnedain incluem os Patrulheiros do Norte e os Patrulheiros de Ithilien.

### Drúedain
Os Drúedain [en], uma das primeiras variedades de homens, vivem em pequeno número, frequentemente em tribos. São pequenos, mais baixos que os Anões, mas mais altos que os Hobbits. São conhecidos por sua magia semelhante ao vodum, seus olhos negros (que brilham em vermelho quando estão irritados) e sua capacidade de permanecer imóveis por horas ou dias sem piscar. Têm pouco cabelo, exceto na cabeça e, às vezes, pequenos tufos no queixo. São robustos e atarracados, e outros homens tendem a não gostar deles devido às suas vozes ásperas e roucas. No entanto, sua risada é cheia de alegria. Diz-se que sua habilidade em trabalhar pedra rivaliza com a dos Anões. Os Drúedain não são malignos. São inimigos mortais dos Orcs, defendendo as casas de seus vizinhos humanos com suas próprias vidas e com a ajuda de suas Pedras de Vigia mágicas. Os Elfos de Beleriand desenvolvem um apego especial por eles e valorizam sua habilidade em combater Orcs.

### Ents
Os Ents são uma raça antiga de criaturas semelhantes a árvores, que se tornaram como as árvores que pastoreiam. Criados por Yavanna e dotados de vida por Ilúvatar, na Terceira Era são uma raça em declínio, tendo perdido há muito suas companheiras, as Entesposas.

### Huorns
Parentes próximos dos Ents, os Huorns são árvores animadas com senciência. Diz-se que possuem vozes, mas apenas os Ents podem compreendê-las. Tolkien  deixou ambíguo se os Huorns são simplesmente árvores que ganham consciência ou Ents que se tornam mais "arbóreos" com o tempo. Os Huorns são encontrados na Floresta de Fangorn e possivelmente na  Floresta Velha perto de Buckland. Legolas menciona que os Elfos ajudaram a despertar as árvores. Os Huorns decidem a Batalha do Abismo de Helm, destruindo o exército de Orcs de Saruman quando estes fogem em sua direção.

### Hobbits
Os Hobbits são uma raça da Terra-média, também conhecidos como "meio-homens" devido à sua baixa estatura. Caracterizam-se por cabelos cacheados na cabeça e pés calejados com pelos no dorso, não usando sapatos. Muitos hobbits vivem no Condado, assim como em Bree, e outrora habitaram os vales do Anduin. Apreciam uma vida sem aventuras, dedicada à agricultura, à comida e à convivência social. Existem três tipos de Hobbits: os Pés-peludos, os mais numerosos; os Cascalvas, que têm afinidade com água, barcos e natação; e os Falohides, um povo aventureiro. A origem dos Hobbits é incerta, mas, de todas as raças, eles têm maior afinidade com os Homens, sendo chamados de parentes dos Homens por Tolkien no Prólogo de O Senhor dos Anéis.

## Povos Escravizados
Os povos escravizados são as raças que caíram sob o domínio dos espíritos malignos Morgoth e Sauron, também conhecidos pelos Povos Livres como "Servos do Inimigo". Incluem Orcs, Trolls e Homens. A origem dos Orcs e Trolls é incerta, mas são raças capturadas por Morgoth e corrompidas por feitiçaria, adquirindo sua natureza e aparência malignas finais. Os Homens raramente são corrompidos por Morgoth ou Sauron da mesma forma. Em vez disso, seus corações e mentes são pervertidos pelo poder e impulsos malignos, mantendo a aparência física de homens. No entanto, o serviço prolongado a Sauron transforma os portadores dos Anéis de Poder de Homens em espectros, os Nazgûl. Os homens que servem Morgoth ou Sauron vêm, em sua maioria, do leste e do sul da Terra-média.

### Homens Malignos
Nem todos os Homens estão do lado do bem; os Homens que vivem no leste e no sul estão sob o domínio de Sauron. Entre eles estão os  Haradrim ou Sulistas, os Númenorianos Negros (e mais tarde os Corsários de Umbar) que juraram lealdade a Mordor, e diversos povos do leste, como os Balchoth, os Cavaleiros de Carroças e os Homens de Khand, que atacaram Gondor e Rohan em várias ocasiões. Os Homens Selvagens de Dunland serviram como agentes do mago traidor Saruman. Na Primeira Era, alguns Homens do leste estavam sob o domínio de Morgoth.

#### Espectros do Anel
Os Espectros do Anel (também conhecidos como Nazgûl ou Cavaleiros Negros) eram outrora grandes Homens que receberam Anéis de Poder de Sauron. Esses anéis os corromperam gradualmente até se tornarem escravos da vontade do Senhor do Escuro. Vestidos com mantos encapuzados escuros e montando corcéis demoníacos ou "bestas aladas", os Espectros do Anel caçam incessantemente o Um Anel para devolvê-lo ao seu mestre.

#### Os Mortos
Também conhecidos como fantasmas ou sombras [en], são espíritos de Homens incapazes de passar para o além. Esses espíritos assombram várias regiões da Terra-média, notadamente os Pântanos Mortos e os Caminhos dos Mortos, que são guardados pelos Homens Mortos de Dunharrow.

### Orcs
Os Orcs são uma raça inicialmente criada por Morgoth, vivendo geralmente em cavernas nas montanhas e evitando a luz solar. Muitos habitam as Montanhas Sombrias, enquanto outros vivem em Mordor. São também chamados de goblins. Os Orcs não são criados, pois, na perspectiva filosófica de Tolkien, "o mal não pode criar, apenas corromper". Uma versão de sua origem sugere que são Elfos corrompidos, cuja aparência mudou com o tempo. No entanto, Tolkien escreveu outras versões sobre sua origem, tentando resolver o dilema de como poderiam ser sencientes e completamente malignos.
Sauron e o mago Saruman criam um tipo excepcionalmente grande e poderoso de orc, os Uruk-hai. Embora a maioria dos orcs evite o sol, os Uruk-hai suportam a luz do dia. Existem também meios-orcs deformados, cruzamentos entre Homens e Orcs. Tolkien usa o termo "Goblin" de forma praticamente intercambiável com Orc, embora, em O Hobbit, o termo seja usado exclusivamente para sub-raças menores de Orcs nativas das Montanhas Sombrias.

### Trolls
Diz-se que os Trolls foram criados por Morgoth "em zombaria" dos Ents. Eles evitam o sol, e alguns tipos, como os três Trolls de O Hobbit, transformam-se em pedra quando expostos à luz solar. Os Trolls habitam as Montanhas Sombrias e Mordor. Sauron cria os Olog-hai: grandes, inteligentes e resistentes ao sol.

### Criaturas Tumulares
Os criaturas tumulares (do inglês médio wight, homem) são espíritos sombrios enviados pelo Rei-bruxo de Angmar para possuir e animar os corpos e ossos dos antigos reis dos Dúnedain. Esses monstros morto-vivos assombram os Campos Tumulares perto de Bree.

## Outros Seres

### Tom Bombadil
Tom Bombadil não pertence a nenhum dos povos da Terra-média; Tolkien o descreve como o espírito do campo. Diferentemente das outras raças, ele parece imune ao Um Anel e aparenta ter existido antes dos Filhos de Ilúvatar (Elfos e Homens). Sobre a natureza de Bombadil, Tolkien afirmou que algumas coisas devem permanecer misteriosas em qualquer mitologia, "especialmente se uma explicação de fato existe". Tom também é conhecido como "O Primeiro", "Mestre Tom", "Velho Tom" e "Iarwain Ben-adar" (nome em  Sindarin que significa "O Mais Velho sem pai"). Os Noldor o chamam de "Orald", que significa "Muito Velho", e os Anãos o chamam de "Forn" (que significa "O Antigo").

### Espíritos dos Rios
Espíritos da natureza ligados a rios e cursos d'água. Apenas dois são mencionados por Tolkien: Fruta d'Ouro, esposa de Tom Bombadil, e sua mãe, a Mulher do Rio. Não se sabe se esses seres são únicos, parte de uma raça maior ou uma forma de Maiar.

### Gigantes
Gigantes (ou Ettens), distintos dos Ents, são mencionados apenas algumas vezes por Tolkien. Gigantes de pedra das Montanhas Sombrias são brevemente citados, sendo dito que atiraram pedras contra Thorin e sua companhia em O Hobbit.

### Dragões

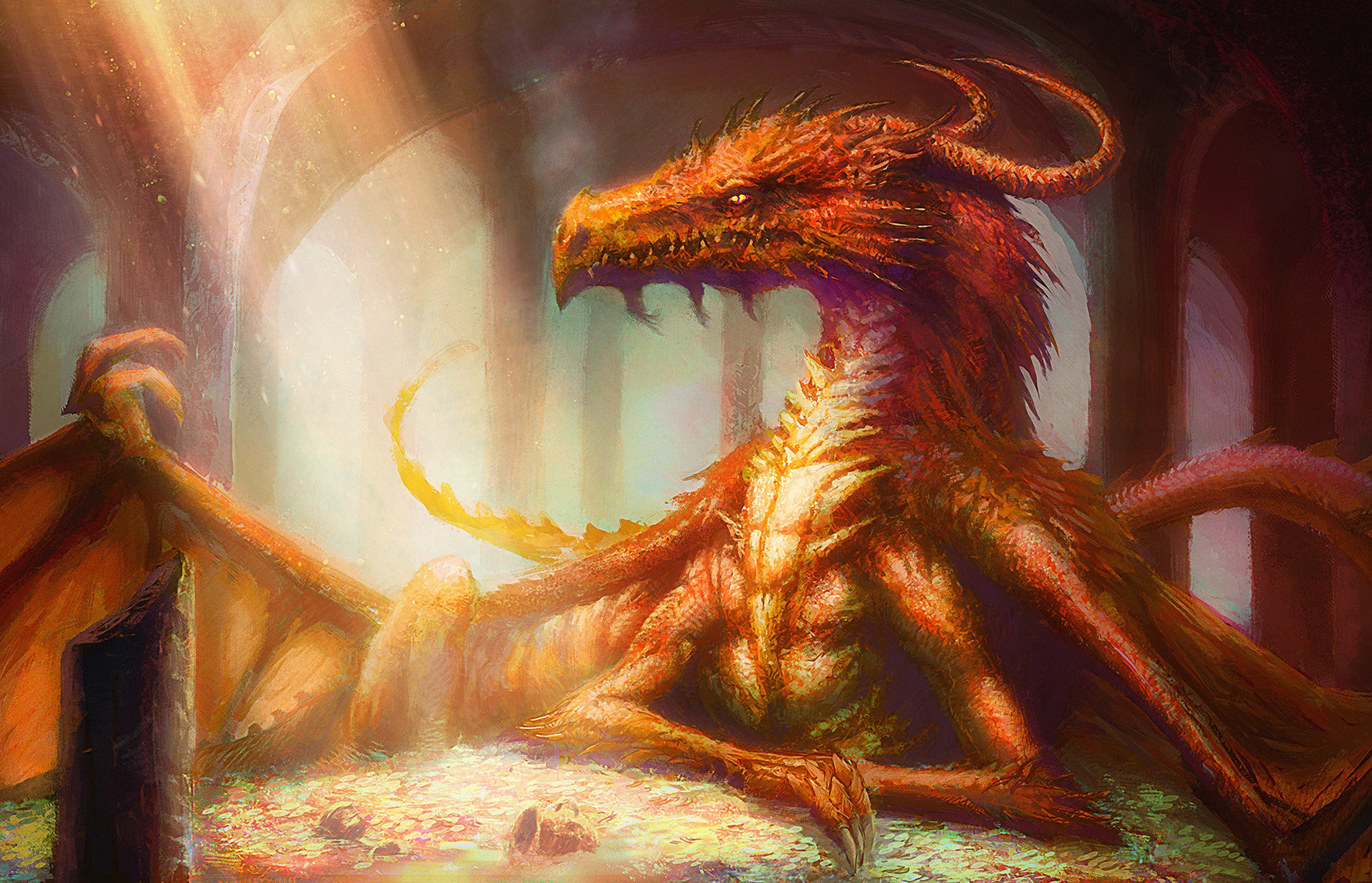
Smaug em arte de fã

Os dragões já aparecem em The Book of Lost Tales. Tolkien era fascinado por dragões desde a infância, e nomeou quatro dragões em seus escritos sobre a Terra-média. Como o dragão norueguês Fafnir, eles são capazes de falar e podem ser sutis em sua fala.
Glaurung, em O Silmarillion, é o Pai dos Dragões no legendário de Tolkien, o primeiro dos Dragões de Fogo de Angband. Tolkien escreveu que Glaurung tinha quatro pernas, não possuía asas e não voava, sendo o progenitor da prole de Urulóki, dragões sem asas que cuspiam fogo. Ele foi criado por Morgoth a partir de um estoque desconhecido e foi o primeiro dragão a aparecer fora de Angband. Glaurung é o principal antagonista de Os Filhos de Húrin, e suas ações enganosas levaram aos suicídios dos protagonistas  Túrin Turambar e Niënor Níniel.
Ancalagon, o Negro (Sindarin: mandíbulas velozes, de anc 'mandíbula', alag 'impetuoso'), foi o primeiro dos Dragões de Fogo alados e o maior de todos os dragões, criado por Morgoth durante a Primeira Era, conforme narrado em O Silmarillion. Ancalagon era tão grande que seu corpo esmagou as torres de Thangorodrim quando caiu sobre elas após ser morto por  Eärendil.
Scatha era um poderoso "verme longo" das Montanhas Cinzentas. Ele foi morto por Fram nos primeiros dias dos Éothéod. Após matar Scatha, a posse do tesouro recuperado por Fram foi disputada pelos Anães da região. Fram rejeitou a reivindicação, enviando-lhes em vez disso os dentes de Scatha, com as palavras: "Joias como estas não encontrarão em seus tesouros, pois são difíceis de obter." Isso levou à sua morte em uma disputa com os Anões. Os Éothéod mantiveram pelo menos parte do tesouro e o levaram para o sul quando se estabeleceram em Rohan. A trompa de prata que Éowyn deu a Merry Brandebuque [en] após a Guerra do Anel, crucial em " O Expurgo do Condado", veio desse tesouro.
Smaug, de Erebor, a Montanha Solitária, foi morto por Bard, o Arqueiro em Valfenda, conforme narrado em O Hobbit. Smaug é o principal antagonista de Thorin e sua companhia, que buscam recuperar o reino dos Anões de Erebor, tomado por Smaug.

### J. R. R. Tolkien
1. ↑  (Tolkien 1977), "Ainulindalë"
2. ↑  (Tolkien 1977), "Valaquenta", "Dos Maiar" e "Dos Inimigos"
3. 1 2 3 4 5 6 7  (Tolkien 1980), "Os Istari"
4. ↑  (Tolkien 1996), p. 384–385
5. ↑  (Tolkien 1977), "Valaquenta"
6. ↑  (Tolkien 1977), cap. 3 "Da Chegada dos Elfos e da Captividade de Melkor"
7. ↑  (Tolkien 1954a), livro 2, cap. 5 "A Ponte de Khazad-dûm"
8. 1 2  (Tolkien 1954), livro 3, cap. 4 "Barbárvore"
9. 1 2  (Tolkien 1977), cap. 3 "Da Chegada dos Elfos e da Captividade de Melkor"
10. ↑  (Tolkien 1977), Tabelas: "A Separação dos Elfos"
11. ↑  (Tolkien 1955), livro 5, cap. 5 "A Cavalgada dos Rohirrim"
12. ↑  (Tolkien 1954), livro 3, cap. 4 "Barbárvore"
13. ↑  (Tolkien 1955), livro 6, cap. 6 "Muitas Despedidas"
14. ↑  (Tolkien 1954), livro 3, cap. 7 "Abismo de Helm"
15. ↑  (Tolkien 1954a), Prólogo
16. ↑  (Tolkien 1977), "Dos Anéis de Poder e da Terceira Era"
17. ↑  (Tolkien 1977), "O Akallabêth"
18. ↑  (Tolkien 1980), 4. "A Caçada ao Anel" i. "Da Jornada dos Cavaleiros Negros"
19. ↑  (Tolkien 1954), "Os Cavaleiros de Rohan"
20. ↑  (Tolkien 1954), livro 3, cap. 9 "Destroços e Rejeitos"
21. ↑  (Tolkien 1954a), Prefácio
22. ↑  (Tolkien 1955), Apêndice F "De Outras Raças"
23. ↑  (Tolkien 1954a), livro 2, cap. 5 "A Ponte de Khazad-dûm"
24. ↑  (Tolkien 1955), livro 5, cap. 4 "O Cerco de Gondor"
25. ↑  (Tolkien 1955), livro 5, cap. 10 "O Portão Negro se Abre"
26. ↑  (Tolkien 1954a), livro 1, cap. 8 "Nevoeiro nos Campos Tumulares"
27. ↑  (Carpenter 2023, #19 para Stanley Unwin, 16 de dezembro de 1937)
28. ↑  (Carpenter 2023, #144 para Naomi Mitchison, 25 de abril de 1954)
29. ↑  (Tolkien 1954a), livro 1, cap. 6, "A Velha Floresta"
30. ↑  (Tolkien 1954a), livro 1, cap. 7, "Na Casa de Tom Bombadil"
31. ↑  (Tolkien 1937), "Sobre a Colina e Sob a Colina"}
32. ↑  (Tolkien 2001), "Sobre Histórias de Fadas"
33. ↑  (Tolkien 1977), cap. 20 "Da Quinta Batalha". "Glaurung e sua prole..."
34. ↑  (Tolkien 1977), cap. 18 "Da Ruína de Beleriand e da Queda de Fingolfin"
35. ↑  (Tolkien 1987), "As Etimologias"
36. ↑  (Tolkien 1977), cap. 24 "Da Viagem de Eärendil e da Guerra da Ira"
37. ↑  (Tolkien 1937), caps. 1 "Uma Festa Inesperada", 14 "Fogo e Água"